# Slow Motion (Hanna Elmquist-album)
Slow Motion från 2013 är jazzsångerskan Hanna Elmquists fjärde album.

## Låtlista
Alla sångerna är skrivna av Björn Jansson och Hanna Elmquist.
1. Greyscale – 6:56
2. Demons – 3:52
3. 3 hours from Stockholm – 4:52
4. Mr Big Shot – 4:08
5. Slow Motion – 5:57
6. Danced – 5:56
7. Run – 6:05
8. Home – 5:39
9. Let the Light in – 3:53

## Medverkande
- Hanna Elmquist – sång
- Björn Jansson – träblås
- Adam Forkelid – piano
- Lars Ekman – bas
- Daniel Fredriksson – trummor